# Municipio de Jenkins (Pensilvania)
El municipio de Jenkins  (en inglés: Jenkins Township) es un municipio ubicado en el condado de Luzerne en el estado estadounidense de Pensilvania. En el año 2000 tenía una población de 4.584 habitantes y una densidad poblacional de 130.3 personas por km².

## Geografía
El municipio de Jenkins se encuentra ubicado en las coordenadas 41°17′00″N 75°44′29″O / 41.28333, -75.74139.

## Demografía
Según la Oficina del Censo en 2000 los ingresos medios por hogar en la localidad eran de $39,103 y los ingresos medios por familia eran $46,673. Los hombres tenían unos ingresos medios de $36,212 frente a los $23,534 para las mujeres. La renta per cápita para la localidad era de $19,693. Alrededor del 7,2% de la población estaban por debajo del umbral de pobreza.